# Maroko na Mistrzostwach Świata w Lekkoatletyce 2017
Maroko na Mistrzostwach Świata w Lekkoatletyce 2017 – reprezentacja Maroko podczas mistrzostw świata w Londynie liczyła 15 zawodników, którzy zdobyli 1 medal.

## Zdobyte medale
| Medal  | Zawodnik            | Konkurencja                   | Rezultat | Data       |
| ------ | ------------------- | ----------------------------- | -------- | ---------- |
| srebro | Soufiane El Bakkali | bieg na 3000 m z przeszkodami | 8:14,49  | 8 sierpnia |

## Skład reprezentacji
Mężczyźni
| Zawodnik               | Konkurencja                   | Eliminacje | Eliminacje | Półfinał | Półfinał | Finał    | Finał   |
| Zawodnik               | Konkurencja                   | Rezultat   | Pozycja    | Rezultat | Pozycja  | Rezultat | Pozycja |
| ---------------------- | ----------------------------- | ---------- | ---------- | -------- | -------- | -------- | ------- |
| Abdelati El Guesse     | bieg na 800 metrów            | 1:46,74    | 23.        | NQ       | NQ       | NQ       | NQ      |
| Mostafa Smaili         | bieg na 800 metrów            | 1:47,50    | 31.        | NQ       | NQ       | NQ       | NQ      |
| Brahim Akachab         | bieg na 1500 metrów           | DNS        | DNS        | NQ       | NQ       | NQ       | NQ      |
| Fouad Elkaam           | bieg na 1500 metrów           | 3:39,33    | 7. q       | 3:38,64  | 5. Q     | 3:37,72  | 11.     |
| Abdalaati Iguider      | bieg na 1500 metrów           | 3:46,03    | 27 Q       | 3:40,76  | 17.      | NQ       | NQ      |
| Soufiyan Bouqantar     | bieg na 5000 metrów           | 13:30,78   | 21.        | —        | —        | NQ       | NQ      |
| Brahim Kaazouzi        | bieg na 5000 metrów           | DNF        | DNF        | —        | —        | NQ       | NQ      |
| Mohamed Reda El Aaraby | maraton                       | —          | —          | —        | —        | 2:17,50  | 30.     |
| Soufiane El Bakkali    | bieg na 3000 m z przeszkodami | 8:22,60    | 5. Q       | —        | —        | 8:14,49  | srebro  |
| Hicham Sigueni         | bieg na 3000 m z przeszkodami | 8:44,74    | 36.        | —        | —        | NQ       | NQ      |
| Mohamed Tindouft       | bieg na 3000 m z przeszkodami | 8:40,99    | 34.        | —        | —        | NQ       | NQ      |

| Zawodnik       | Konkurencja | Kwalifikacje | Kwalifikacje | Finał | Finał   |
| Zawodnik       | Konkurencja | Wynik        | Pozycja      | Wynik | Pozycja |
| -------------- | ----------- | ------------ | ------------ | ----- | ------- |
| Yahya Berrabah | skok w dal  | 7,49         | 28.          | NQ    | NQ      |

Kobiety
| Zawodniczka       | Konkurencja                   | Eliminacje | Eliminacje | Półfinał | Półfinał | Finał    | Finał   |
| Zawodniczka       | Konkurencja                   | Rezultat   | Pozycja    | Rezultat | Pozycja  | Rezultat | Pozycja |
| ----------------- | ----------------------------- | ---------- | ---------- | -------- | -------- | -------- | ------- |
| Malika Akkawi     | bieg na 1500 metrów           | 4:09,05    | 28. Q      | 4:05,73  | 11. Q    | 4:05,87  | 10.     |
| Rababe Arafi      | bieg na 1500 metrów           | 4:03,67    | 11. Q      | 4:05,75  | 12. q    | 4:04,35  | 8.      |
| Fadwa Sidi Madane | bieg na 3000 m z przeszkodami | 9:40,61    | 18.        | —        | —        | NQ       | NQ      |